# NGC 4230
NGC 4230 – grupa gwiazd znajdująca się w gwiazdozbiorze Centaura. Odkrył ją John Herschel 5 kwietnia 1837 roku. Gwiazdy te są luźno rozrzucone i prawdopodobnie nie tworzą gromady gwiazd.
Istnieją rozbieżności w kwestii identyfikacji obiektu NGC 4230 i część źródeł (prawdopodobnie błędnie) identyfikuje go jako pobliską gromadę otwartą o alternatywnych oznaczeniach ESO 171-SC014 lub OCL 874, znajdującą się 12 minut łuku na północny wschód od pozycji podanej przez Herschela. Taką identyfikację stosuje m.in. baza SIMBAD oraz Catalog of Optically Visible Open Clusters and Candidates (W. Dias et al. 2002).